# Бомбардировка на Хатива
Бомбардировката на Хатива е въздушна атака срещу жп гарата на град Хатива, провинция Валенсия, по време на последната фаза на Гражданската война в Испания.
Извършена е на 12 февруари 1939 г. по заповед на генерал Франсиско Франко от Легионерската авиация на неговите фашистки италиански съюзници.

## Обща информация
Извършена в последните дни на Гражданската война, бомбардировката поразява влак, навлязъл в жп гарата на Хатива сутринта. Загиват 129 души, а над 200 са ранени.
Влакът превозва военнослужещи от Испанската републиканска армия, принадлежащи към 49-та смесена бригада, които са прехвърлени на друго място. По време на бомбардировката влакът е заобиколен от тълпа цивилни, чакащи да поздравят роднини и приятели сред войниците. Повечето от загиналите са войници на 49-та смесена бригада.
Бомбардировката е извършена около 10:30 ч. сутринта от пет бомбардировача Savoia-Marchetti SM.79 Sparviero от Легионерска авиация, базирана в Палма де Майорка. Те пускат двадесет 250 килограмови бомби от височина 4 200 метра над жп гарата. Въпреки че загиналите са предимно войници, някои от жертвите са цивилни, включително три деца и 14 жени. Жертвите сред войниците на 49-та смесена бригада са толкова много, че републиканското висше командване се отказва да я възстановява, разпределяйки оцелелите между други военни части.